# Peromyscus simulus
Peromyscus simulus és una espècie de mamífer rosegador de la família dels cricètids. És endèmic de Mèxic, on viu a altituds d'entre 0 i 250 msnm. Els seus hàbitats naturals són els boscos primaris caducifolis, els matollars costaners, les planes d'inundació i les valls fluvials baixes. Està amenaçat per la transformació del seu medi per a usos agrícoles i l'ús de rodenticides. El seu nom específic, simulus, significa ‘xato’ en llatí.